# Gloria (singel U2)
Gloria – piosenka rockowej grupy U2, pochodząca z jej wydanego w 1981 roku albumu, October. Jest pierwszym utworem na tej płycie, a także została wydana jako drugi singel ją promujący. Zyskała miano niezwykłej z powodu refrenu, wykonywanego po łacinie, zaczerpniętego z „Gloria in excelsis Deo”. Utwór zajął na brytyjskiej liście UK Singles Chart jedną z najniższych pozycji (#55) w historii zespołu.
Do piosenki nakręcony został teledysk. Powstał on w październiku 1981 roku, nieopodal Hanover Quay w Dublinie. Za jego reżyserię odpowiedzialny był Meiert Avis.

## Lista utworów
1. „Gloria” (wersja albumowa) – 4:12
2. „I Will Follow” (na żywo z Bostonu, 6 marca 1981) – 3:48

## Pozycje
| Kraj/Lista (1981)                  | Pozycja |
| ---------------------------------- | ------- |
| Wielka Brytania (UK Singles Chart) | 55      |